# Quirine Lemoine
Quirine Lemoine (Woerden, 25 dicembre 1991) è un'ex tennista olandese.

## Carriera
Quirine Lemoine ha vinto 19 titoli in singolare e 27 titoli nel doppio nel circuito ITF in carriera. Il 3 luglio 2017 ha raggiunto il best ranking mondiale nel singolare, nr 137; il 14 agosto 2017 ha raggiunto il miglior piazzamento mondiale nel doppio, nr 116.

## Statistiche WTA

### Doppio

#### Vittorie (1)
| Legenda               |
| --------------------- |
| Grande Slam (0)       |
| Ori Olimpici (0)      |
| WTA Finals (0)        |
| Premier Mandatory (0) |
| Premier 5 (0)         |
| Premier (0)           |
| International (1)     |
| WTA 125s (0)          |

| N. | Data           | Torneo               | Superficie  | Compagna    | Avversarie in finale              | Punteggio        |
| 1. | 29 luglio 2017 | Swedish Open, Båstad | Terra rossa | Arantxa Rus | María Irigoyen Barbora Krejčíková | 3-6, 6-3, [10-8] |

## Statistiche ITF

### Singolare

#### Vittorie (19)
| Torneo $100.000 (0) |
| Torneo $80.000 (0)  |
| Torneo $75.000 (0)  |
| Torneo $60.000 (2)  |
| Torneo $50.000 (0)  |
| Torneo $25.000 (5)  |
| Torneo $15.000 (2)  |
| Torneo $10.000 (10) |

| N.  | Data              | Torneo                                       | Superficie    | Avversaria in finale       | Punteggio     |
| 1.  | 4 aprile 2011     | GD Tennis Cup, Adalia                        | Cemento       | Isabella Shinikova         | 6–4, 6–2      |
| 2.  | 20 febbraio 2012  | ITF Women's Circuit Helsingborg, Helsingborg | Sintetico (i) | Eva Hrdinová               | 6–4, 6–4      |
| 3.  | 30 aprile 2012    | AEGON Pro Series Edinburgh, Edimburgo        | Terra rossa   | Elixane Lechemia           | 6–1, 6–0      |
| 4.  | 14 maggio 2012    | Mavi Cup, Istanbul                           | Terra rossa   | Ani Amiraghyan             | 6–2, 7–6(5)   |
| 5.  | 5 aprile 2014     | Bahrain Women's Circuit, Manama              | Cemento       | Fatma Al-Nabhani           | 4–6, 6–1, 6–2 |
| 6.  | 15 giugno 2014    | Amstelveen Future Tournament, Amstelveen     | Terra rossa   | Bernarda Pera              | 2–6, 6–4, 6–2 |
| 7.  | 19 luglio 2014    | Knokke Zoute Ladies Open, Knokke-Heist       | Cemento       | Kelly Versteeg             | 6–1, 6–0      |
| 8.  | 26 luglio 2014    | Maaseik Open, Maaseik                        | Terra rossa   | Bernice van de Velde       | 6–1, 6–3      |
| 9.  | 31 agosto 2014    | Rotterdam Open, Rotterdam                    | Terra rossa   | Olga Sáez Larra            | 6–3, 3–6, 6–2 |
| 10. | 4 luglio 2015     | Zeeland Open, Zelanda                        | Cemento       | Arantxa Rus                | 6–1, 6–2      |
| 11. | 26 giugno 2016    | Nieuwpoort Open, Nieuwpoort                  | Terra rossa   | Margot Yerolymos           | 6–4, 6–3      |
| 12. | 3 luglio 2016     | Thermphos Challenger Zeeland, Middelburg     | Terra rossa   | Valentini Grammatikopoulou | 6-2, 7-5      |
| 13. | 25 settembre 2016 | Royal Cup NLB Montenegro, Podgorica          | Terra rossa   | Paula Ormaechea            | 7–5, 6–1      |
| 14. | 20 novembre 2016  | Hart Open, Opole                             | Sintetico (i) | Laura Schaeder             | 3–6, 6–4, 7–5 |
| 15. | 24 giugno 2017    | Swedish Ladies Ystad, Ystad                  | Terra rossa   | Melanie Stokke             | 1–6, 6–4, 6–3 |
| 16. | 4 novembre 2018   | Tevlin Women's Challenger, Toronto           | Cemento (i)   | Kateryna Kozlova           | 6–2, 6–3      |
| 17. | 27 giugno 2021    | ITF Women's Circuit Alkmaar, Alkmaar         | Terra rossa   | Julija Avdeeva             | 7-6(6), 6-1   |
| 18. | 4 luglio 2021     | ITF World Tennis The Hague, L'Aia            | Terra rossa   | Panna Udvardy              | 7-5, 6-3      |
| 19. | 11 luglio 2021    | Amstelveen Women's Open, Amstelveen          | Terra rossa   | Yana Morderger             | 7-5, 6-4      |

#### Sconfitte (6)
| Torneo $100.000 (0) |
| Torneo $80.000 (0)  |
| Torneo $75.000 (0)  |
| Torneo $60.000 (2)  |
| Torneo $50.000 (0)  |
| Torneo $25.000 (2)  |
| Torneo $15.000 (1)  |
| Torneo $10.000 (1)  |

| N. | Data             | Torneo                                                                          | Superficie    | Avversaria in finale | Punteggio       |
| 1. | 6 novembre 2011  | Stockholm Ladies, Stoccolma                                                     | Cemento       | Antonia Lottner      | 6-4, 4-6, 5-7   |
| 2. | 27 novembre 2016 | BBVA Open Ciudad De Valencia, Valencia                                          | Terra rossa   | Jasmine Paolini      | 1-6, 6-2, 4-6   |
| 3. | 19 febbraio 2017 | Altenkirchen Ladies Open, Altenkirchen                                          | Sintetico (i) | Bibiane Schoofs      | 5-7, 5-7        |
| 4. | 20 maggio 2018   | Open International Féminin Midi-Pyrénées Saint-Gaudens Comminges, Saint-Gaudens | Terra rossa   | Vera Lapko           | 2-6, 4-6        |
| 5. | 28 ottobre 2018  | National Bank Challenger Saguenay, Saguenay                                     | Cemento (i)   | Katherine Sebov      | 6(10)-7, 6(4)-7 |
| 6. | 26 gennaio 2020  | Liepaja Open, Liepāja                                                           | Cemento (i)   | Elza Tomase          | 6–0, 3–6, 1–6   |

### Doppio

#### Vittorie (27)
| Torneo $100.000 (0) |
| Torneo $80.000 (0)  |
| Torneo $75.000 (0)  |
| Torneo $60.000 (1)  |
| Torneo $50.000 (0)  |
| Torneo $25.000 (11) |
| Torneo $15.000 (5)  |
| Torneo $10.000 (10) |

| N.  | Data              | Torneo                                                      | Superficie    | Compagna                   | Avversarie in finale                        | Punteggio            |
| 1.  | 27 luglio 2009    | ITF Women's Circuit Bree, Bree                              | Terra rossa   | Kiki Bertens               | An-Sophie Mestach Demi Schuurs              | 6–1, 6–0             |
| 2.  | 24 agosto 2009    | Twents Open, Enschede                                       | Terra rossa   | Sabine van der Sar         | Danielle Harmsen Kim Kilsdonk               | 6–2, 4–6, [10–8]     |
| 3.  | 16 agosto 2010    | Westend Ladies Tennis Cup, Westende                         | Cemento       | Demi Schuurs               | Irina Chromačëva Alison van Uytvanck        | 3–6, 6–4, [10-4]     |
| 4.  | 30 agosto 2010    | Thermphos Challenger Zeeland, Middelburg                    | Terra rossa   | Sabine van der Sar         | Angelique van der Meet Bernice van de Velde | 6–1, 6–0             |
| 5.  | 27 giugno 2011    | Thermphos Challenger Zeeland, Middelburg                    | Terra rossa   | Maryna Zanevs'ka           | Julia Cohen Florencia Molinero              | 6–3, 6–4             |
| 6.  | 24 ottobre 2011   | Djursholm Ladies, Stoccolma                                 | Cemento       | Lisanne van Riet           | Eleanor Dean Antonia Lottner                | 7–5, 6–1             |
| 7.  | 16 gennaio 2012   | AEGON Pro Series Sutton, Sutton                             | Cemento (i)   | Amy Bowtell                | Elixane Lechemia Irina Ramialison           | 7–6(5), 6–3          |
| 8.  | 20 febbraio 2012  | ITF Women's Circuit Helsingborg, Helsingborg                | Sintetico (i) | Amy Bowtell                | Mathilda Hamlin Valeria Osadchenko          | 6–3, 6–4             |
| 9.  | 16 settembre 2013 | Forte Village International Tournament, Pula                | Terra rossa   | Gabriela van de Graaf      | Agata Barańska Pia Konig                    | 6–4, 6(10)-7, [10–3] |
| 10. | 21 ottobre 2013   | GD Tennis Cup, Adalia                                       | Terra rossa   | Gabriela van de Graaf      | Marie Benoît Kimberley Zimmermann           | 6-3, 0-6, [10-7]     |
| 11. | 3 luglio 2015     | Zeeland Open, Zelanda                                       | Terra rossa   | Lesley Kerkhove            | Conny Perrin Alyona Sotnikova               | 6–2, 3–6, [10–3]     |
| 12. | 21 agosto 2015    | Servimat Open, Fleurus                                      | Terra rossa   | Eva Wacanno                | Marie Benoît Aleksandrina Najdenova         | 2–6, 6–2, [10–6]     |
| 13. | 12 settembre 2015 | TEAN International, Alphen aan den Rijn                     | Terra rossa   | Eva Wacanno                | Lesley Kerkhove Arantxa Rus                 | 3–6, 6–4, [10–7]     |
| 14. | 18 marzo 2016     | ITF Women's Circuit Orlando, Orlando                        | Terra verde   | Ulrikke Eikeri             | Ema Burgić Bucko Dia Evtimova               | 6–1, 6–3             |
| 15. | 2 luglio 2016     | Thermphos Challenger Zeeland, Middelburg                    | Terra rossa   | Eva Wacanno                | Valentini Grammatikopoulou Julia Wachaczyk  | 6–3, 7–5             |
| 16. | 9 settembre 2016  | Allianz Cup, Sofia                                          | Terra rossa   | Valentini Grammatikopoulou | Lina Ǵorčeska Viktorija Tomova              | 6–4, 4–6, [10–6]     |
| 17. | 23 settembre 2016 | Royal Cup NLB Montenegro, Podgorica                         | Terra rossa   | Anita Husarić              | Ivana Jorović Xenia Knoll                   | 3–6, 6–4, [10–4]     |
| 18. | 17 agosto 2018    | Disa Las Palmas de Gran Canaria, Las Palmas de Gran Canaria | Cemento       | Eva Wacanno                | Emily Arbuthnott Mirjam Björklund           | 7–6(6), 6–1          |
| 19. | 19 gennaio 2019   | ITF Women's Circuit Singapore, Singapore                    | Cemento       | Arantxa Rus                | Pei Hsuan Chen Fang-Hsien Wu                | 6–2, 6–4             |
| 20. | 7 luglio 2019     | ITF Women's Circuit The Hague, L'Aia                        | Terra rossa   | Valentini Grammatikopoulou | Gabriella da Silva Fick Anna Klasen         | 6–2, 5-7, [10-3]     |
| 21. | 30 novembre 2019  | GD Tennis Cup, Adalia                                       | Cemento       | Gabriella Mujan            | Ioana Gaspar Nina Rudiukova                 | 6-3, 6-4             |
| 22. | 30 gennaio 2021   | Egypt ITF World Tennis Tour, Il Cairo                       | Terra rossa   | Gabriella Mujan            | Dea Herdželaš Anita Husarić                 | 4-6, 6-3, [10-6]     |
| 23. | 26 giugno 2021    | ITF Women's Circuit Alkmaar, Alkmaar                        | Terra rossa   | Gabriella Mujan            | Eva Vedder Stéphanie Visscher               | 6-4, 6-1             |
| 24. | 10 luglio 2021    | Amstelveen Women's Open, Amstelveen                         | Terra rossa   | Suzan Lamens               | Amina Anšba Anastasia Dețiuc                | 6-4, 6-3             |
| 25. | 29 ottobre 2021   | Kiriat Motzkin Open, Kiryat Motzkin                         | Cemento       | Eva Vedder                 | Marija Bondarenko Carole Monnet             | 6-0, 6-2             |
| 26. | 12 febbraio 2022  | TBC Porto Open, Porto                                       | Cemento (i)   | Valentini Grammatikopoulou | Audrey Albié Léolia Jeanjean                | 6–2, 6-3             |
| 27. | 19 febbraio 2022  | TBC Porto Open, Porto                                       | Cemento (i)   | Valentini Grammatikopoulou | Adrienn Nagy Prarthana Thombare             | 6–2, 6-0             |

#### Sconfitte (11)
| Torneo $100.000 (0) |
| Torneo $80.000 (0)  |
| Torneo $75.000 (0)  |
| Torneo $60.000 (1)  |
| Torneo $50.000 (0)  |
| Torneo $25.000 (7)  |
| Torneo $15.000 (0)  |
| Torneo $10.000 (3)  |

| N.  | Data             | Torneo                                                   | Superficie  | Compagna          | Avversarie in finale                      | Punteggio           |
| 1.  | 8 maggio 2010    | Wiesbaden Tennis Open, Wiesbaden                         | Terra rossa | Marlot Meddens    | Nataša Zorić Barbara Bonić                | 2-6, 2-6            |
| 2.  | 17 novembre 2013 | OrtoLääkärit Open, Helsinki                              | Cemento (i) | Martina Přádová   | Eva Paalma Jeļena Ostapenko               | 2-6, 7-5, [9-11]    |
| 3.  | 21 novembre 2015 | AEGON Pro Series Shrewsbury, Shrewsbury                  | Cemento (i) | Lesley Kerkhove   | Xenia Knoll Alice Matteucci               | 6–3, 3–6, [3–10]    |
| 4.  | 26 marzo 2016    | Naples Women's Challenger, Naples                        | Terra verde | Sophie Chang      | Valerija Solov'ëva Maryna Zanevs'ka       | 5-7, 0-6            |
| 5.  | 24 giugno 2016   | Ladies Tennis Cup Nieuwpoort, Nieuwpoort                 | Terra rossa | Steffi Distelmans | Amanda Carreras Alice Savoretti           | 2–6, 7–6(4), [8–10] |
| 6.  | 20 agosto 2016   | Westend Ladies Tennis Cup, Westende                      | Cemento     | Eva Wacanno       | Elyne Boeykens Valentini Grammatikopoulou | 2-6, 3-6            |
| 7.  | 11 novembre 2016 | ITF Womens Slovak Indoor, Bratislava                     | Cemento (i) | Eva Wacanno       | Jocelyn Rae Anna Smith                    | 3–6, 2–6            |
| 8.  | 23 giugno 2017   | Swedish Ladies Ystad, Ystad                              | Terra rossa | Eva Wacanno       | Valentina Ivachnenko Renata Zarazúa       | 3-6, 6-3, [5-10]    |
| 9.  | 8 luglio 2017    | Torneo Internazionale Femminile Antico Tiro a Volo, Roma | Terra rossa | Eva Wacanno       | Anastasija Komardina Nadia Podoroska      | 6(3)-7, 3-6         |
| 10. | 6 luglio 2018    | Open GDF SUEZ de la Porte du Hainaut, Denain             | Terra rossa | Eva Wacanno       | Momoko Kobori Ayano Shimizu               | 6-0, 5-7, [7-10]    |
| 11. | 22 gennaio 2022  | World Tennis Tour Movistar LG, Manacor                   | Cemento     | Bibiane Schoofs   | Anastasia Dețiuc Jana Sizikova            | 2-6, 3-6            |